# Wolfgang Behringer
Wolfgang Behringer (né le 17 juillet 1956 à Munich) est un historien allemand spécialisé dans le début de la période moderne. Il exerce comme professeur d'histoire moderne à l'Université d'York depuis 1999. Depuis 2003, il est professeur à l'Université de la Sarre. Son travail se concentre sur l'histoire culturelle du début de cette période moderne (1450-1800). Il a pour thèmes de recherche le climat et l'environnement, la formation des États-nations, la Réforme radicale qui s'est développée en marge du calvinisme et du luthéranisme et l'histoire de la communication et des médias. Il s'est rendu célèbre par son travail sur les chasses aux sorcières.

## Biographie

### Parcours académique
Wolfgang Behringer étudie l'histoire, les sciences politiques et l'allemand. En 1981, il obtient son diplôme de maîtrise à l'Université Ludwig-Maximilians de Munich. Il obtient son doctorat en 1985 à Munich avec une thèse dirigée par Richard van Dülmen (de) sur le thème des chasses aux sorcières en Bavière. Après avoir travaillé comme assistant de recherches de 1991 à 1996, à l'Université de Bonn, il obtient son habilitation en 1997. En 1998, il est employé à l'Institut Max Planck d'histoire de Göttingen. En 1999, il accepte un poste de professeur d'«histoire moderne» à l'Université d'York. Depuis 2003, il est professeur d'époque moderne à l'Université de la Sarre à Sarrebruck, succédant à son directeur de thèse, Richard van Dülmen. Il est également membre de la Commission pour l'histoire de l'État de la Sarre.

## Recherches sur les chasses aux sorcières
Behringer a influencé la recherche sur la sorcellerie de l'époque moderne comme aucun autre historien. L'intérêt de Behringer pour les sorcières est suscité par un séminaire donné par Richard van Dülmen à l'Université de Munich en 1978. La thèse de Wolfgang Behringer de 1987 sur la chasse aux sorcières en Bavière est presque unanimement reconnue comme un tournant important dans des revues américaines, anglaises, françaises, néerlandaises, autrichiennes et allemandes,. Son travail sur le sujet est publié dans sa troisième édition en 1997 et est également traduit en anglais la même année.
Pour la première fois depuis les publications de Sigmund von Riezler et Theodor Heigel de 1867 et 1896, un chercheur s'intéresse aux chasses aux sorcières en Bavière.

### Méthodologie
Behringer utilise beaucoup de matériel source pour son analyse. En plus des dossiers du procès, il s'intéresse aux procès-verbaux ainsi que des documents politiques et privées. Dans ses recherches, il s'inspire des études anglo-américaines d'Alan Macfarlane (1970), Keith Thomas (1971) ou H. C. Erik Midelfort (en)(1972)  qui utilisent des méthodes issues de l'anthropologie et de l'Ethnologie. Jusqu'à la fin des années 1980, les historiens allemands n'étaient guère intéressés par la sorcellerie, certains considérant ce sujet comme douteux.
Dans sa thèse, Wolfgang Behringer part de l'hypothèse de travail que "seule la combinaison de techniques de traitement aussi différentes que l'analyse de structure et de texte, la création de statistiques ou la reconstruction des mentalités historiques, c'est-à-dire l'analyse quantifiante et qualifiante des sources, permet une interprétation significative"  . Il a ainsi révisé certaines opinions de recherche plus anciennes et des stéréotypes courants.

### Résultats
La Bavière n'était pas un "continent de chasses aux sorcières". Les princes-électeurs bavarois n'étaient pas les infatigables chasseurs de sorcières, au contraire des évêques franconiens. Il démontre une "uniformité relative de la persécution" à la suite des chasses aux sorcières. Au moins pendant la vague de persécution du sud-est de l'Allemagne vers 1590, les procès de sorcières ne peuvent être attribués à aucune structure politique, économique ou confessionnelle. Selon Behringer, les villes impériales (par exemple Augsbourg) montrent peu de volonté de persécuter, les principautés ecclésiastiques (comme évêché d'Augsbourg) sont à l'inverse particulièrement attachées à cette persécution. Behringer identifie de nombreux facteurs qui favorisent les persécutions de 1590 : l'inflation, les famines et les épidémies. Dans cette grande vague de persécution, "plus de personnes ont été exécutées comme sorcières en moins de 5 ans qu'au cours de n'importe quel siècle précédent". Étant donné que des chasses aux sorcières ont également lieu dans des régions épargnées par les difficultés économiques, Wolfgang Behringer conclut « que la persécution était fonction d'une mentalité de crise plutôt que d'une crise elle-même ». Dans une extrapolation grossière, Wolfgang Behringer estime à environ 4000 les procès en sorcellerie sorcières dans la période de 1586 à 1730. Environ 1 000 à 1 500 exécutions ont lieu. Selon Behringer, un «intérêt commun des autorités et des sujets » est décisif pour la mise en œuvre des procès de sorcières dans le sud-est de la Bavière. Vers 1600, seules les femmes âgées de toutes les classes sociales sont touchées par la persécution. Au cours du XVIIe siècle, le cercle des personnes concernées se réduit non seulement de plus en plus aux classes populaires, mais surtout aux enfants et aux jeunes.
Behringer est rédacteur en chef adjoint de la série Witchcraft (depuis 1995) et de l' Encyclopedia of Witchcraft . Le volume de sources de Wolfgang Behringer sur les sorcières et les procès en sorcellerie en Allemagne, publié pour la première fois en 1988, a été publié dans sa septième édition en 2010. Au milieu des années 1990, il a trouvé des liens entre le climat et l'histoire culturelle. Il a établi des liens entre le petit âge glaciaire et les nombreux bûchers de sorcières. Entre 1580 et 1630, il y a eu une accumulation de mois extrêmement froids dans la moitié de l'été et le nombre de condamnation a augmenté
La thèse de Behringer est toutefois controversée. Les critiques l'accusent de négliger de nombreux autres facteurs responsables de la chasse aux sorcières dans son argumentation,.Depuis 2013, il dirige le groupe de travail interdisciplinaire de recherche sur les sorcières. La réunion de printemps du groupe de travail en février 2018 a traité de la question de savoir s'il existait un lien entre les chasses aux sorcières et le changement climatique. Behringer était avec Sönke Lorenz et Dieter R. Bauer éditeur de 22 contributions à une conférence de l'Académie catholique du diocèse de Rottenburg-Stuttgart, qui a été organisée en collaboration avec le Groupe de recherche interdisciplinaire sur la sorcellerie. Les messages ont été publiés en 2016. Une liste des "dernières exécutions de sorcières" compilée par Wolfgang Behringer pour cette anthologie pour la période de 1700 à 1911 ne documente que "la pointe de l'iceberg" malgré sa longueur (plus de 60 pages).